# 74E busz (Szeged)
A szegedi 74E jelzésű autóbusz a Mars tér (Mikszáth u.) és Gyálarét között közlekedett. A viszonylatot a Tisza Volán Zrt. üzemeltette.

## Története
A viszonylat 2005. július 1-én elindult éjszakai járatok egyike. Útvonala teljesen megegyezett az akkori 74-es autóbuszéval, de csak egy irányban, Gyálarét felé közlekedett. A Tisza Volán Zrt. ajánlotta fel gyálaréti szolgálati járatát az éjszakai hálózat számára.
Szabad és munkaszüneti napokon közlekedett 0:10-kor illetve 2:30-kor indultak autóbuszok.

## Útvonala
| Gyálarét felé |
| --- |
| Mars tér – Attila utca – Bartók tér – Tisza Lajos körút – Dugonics tér – Szentháromság utca – Mátyás király tér – Földmíves utca – Sárkány utca – Tompai kapu utca – Pancsovai utca – Váltó utca – Rendező tér – Vaskapu utca – Gyálaréti út – Koszorú utca – Gyálarét |

## Megállóhelyei
| 0  | Mars tér (Mikszáth utca) végállomás | 79E, 92E |
| 1  | Bartók tér                          | 92E      |
| 2  | Dugonics tér (Tisza Lajos körút)    | 92E      |
| 3  | Ságvári Gimnázium – SZTK            |          |
| 4  | Bécsi körút                         |          |
| 7  | Szent Ferenc utca                   | 92E      |
| 6  | Dobó utca                           |          |
| 7  | Sárkány utca                        |          |
| 8  | Vadkerti tér                        |          |
| 9  | Kamarási utca                       |          |
| 10 | Rendező tér                         |          |
| 11 | Holt-Tisza                          |          |
| 12 | Cincér utca                         |          |
| 13 | Szúnyog utca                        |          |
| 14 | Kiskertek                           |          |
| 15 | Tücsök utca                         |          |
| 15 | Apály utca                          |          |
| 16 | Deli Károly utca                    |          |
| 17 | Koszorú utca                        |          |
| 18 | Gyálarét végállomás                 |          |